# Nezjnyj vozrast (film fra 2000)
Nezjnyj vozrast (russisk: Нежный возраст, da.: Følsom alder) er en russisk spillefilm fra 2000 instrueret af Sergej Solovjov.

## Medvirkende
- Dmitrij Solovjov som Ivan Gromov
- Sergej Garmasj som Semjon Bespaltjikov
- Valentin Gaft
- Kirill Lavrov
- Ljudmila Saveljeva